# Idioma RuKwangali
RuKwangali (significa "lengua de los kwangali") es un idioma del subgrupo bantú de las lenguas níger-congo.
Es la lengua más hablada por la etnia kavango, y uno de los idiomas oficiales de Namibia, siendo usado regularmente en las transmisiones de la compañía nacional de radio (Namibian Broadcasting Corporation).
De todas las lenguas usadas por los kavango, ésta es la única que posee escritura, lo que ha permitido la traducción de diversos libros a este idioma, proyectos que son principalmente financiados por algunas de las embajadas en la capital, Windhoek.
Aun cuando se estima que más de 200 000 personas lo hablan con fluidez, menos de 100 000 lo cuentan como su lengua materna.